# جمال ميرصادقي
حسين ميرصادقي المعروف بـجمال ميرصادقي (9 مايو 1933) روائي وكاتب قصصي إيراني. ولد بطهران ونشأ بها، حصل على ليسانس اللغة الفارسية وآدابها من جامعة طهران، .بعد تخرجه اشتغل بالتدريس. نشر قصصه القصيرة على صفحات مجلتي «سُخَن» و«نگين»، وله العديد من المجموعات القصصية والروايات، منها ما ترجم إلى العديد من اللغات كالروسية والإنجليزية والعربية. وله أيضًا دراسات النقدية التي ارتكز معظمها على الأدب القصصي الفارسي المعاصر، ويعد من أبرز نقاد أدب القصصي في إيران.

## سيرته
ولد حسين ميرصادقي في طهران يوم 9 مايو 1933/ 15 محرم 1352 ونشأ بها وقد اشتهر باسم جمال. درس في جامعة طهران وحصل على ليسانس اللغة الفارسية وآدابها. وبعد تخرجه، اشتغل بالتدريس، فعمل مدرّسًا بالمدارس الثانوية، وبكلية دار المعلمين بجامعة طهران. نشر قصصه القصيرة في مجلات الأدبية منذ أواخر عقد 1950، منها مجلة «سُخَن» و«نگين». كتب القصص القصيرة الواقعية والخيالية والاستعاريّة. اهتم بوصف الحياة اليومية لأهالي الأحياء التقليدية وذكريات طفولته. يتميز أدبه بالتركيز على التفلاعات الاجتماعية والاقتصادية والسياسية، وتأثيرها على نمو الشخصية الإيرانية المعاصرة. 

## حياته الشخصية
تزوج من الشاعرة ميمنت ذو القدر ميرصادقي، ومن أولادهما: ماني ونازنين. 

## آثاره
- درازنای شب، (طول الليل)، 1970
- شب‌چراغ، 1976
- آتش از آتش، 1984
- بادها خبر از تغییر فصل می‌دادند، 1984
- زندگی را به آواز بخوان، 2004

من مجموعاته القصصية:
- مسافرهای شب، (مسافرو الليل)، 1963
- چشم‌های من خسته، (عيناي متعبتان)، 1966
- شب‌های تماشا و گل زرد، 1969
- این شكسته‌ها، 1971
- این سوی تل‌های شن، 1973
- نه آدمی نه صدایی، 1975
- دوالپا، 1977
- هراس، 1977
- پشه‌ها، 1988
- روشنان، 2000

وله كتب في دراسات الخيال:
- عناصر داستان، 1985
- قصه، داستان كوتاه، رمان، 1988
- واژه‌نامۀ هنر داستان‌نویسی: فرهنگ تفصیلیی اصطلاح‌های ادبیات داستانی، 1998
- پیشكسوت‌های داستان كوتاه، 2000
- جهان داستان، 2002
- داستان‌نویس‌های نام‌آور معاصر ایران، 2003